# Стадион Мохамед V
Стадион Мохамед V (арап. ملعب محمد الخامس) је вишенаменски стадион који је део Атлетског комплекса Мохамед V (المركب الرياضي محمد الخامس) који је назван по краљу Мухамеду V и налази се у срцу Казабланке, у Мароку, у западном делу Марифа. Стадион има капацитет од 45.891 седишта и најстарији је фудбалски стадион у Мароку.
Стадион је првенствено домаћин фудбалских утакмица савеза, служећи као домаћи терен фудбалске репрезентације Марока и локалних ривалских фудбалских клубова Видад АЦ и Раџа ЦА. Године 1997. стадион је поставио рекорд од 110.000 посетилаца током фудбалског дербија у Казабланки и утакмице између репрезентације Марока против Гане. Исти рекорд посећености поновљен је током утакмице Марока против Аргентине 2004. године.

## Историја
Дана 6. марта 1955. године стадион је свечано отворен под именом Стад Марсел Сердан (Stade Marcel Cerdan) у част француског боксера, имао је капацитет од 30.000 гледалаца. Следеће године, након стицања независности Марока, стадион добија име Стадион части (Stade d'Honneur). На овом стадиону се Мароко квалификовао за Светско првенство 1970. године, што је било њихово прво Светско првенство.
Крајем 1970-их, у припреми за Медитеранске игре 1983. које су одржане у Казабланки, стадион је затворен због велике реновације које са састојала од повећања капацитета за седење, постављања електронског семафора и изградње затворене фискултурне сале капацитета 12.000 и олимпијског базена величине 3.000 око стадиона. Стадион је поново отворен 1981. под садашњим именом Стаде Мохаммед V.
Данас комплекс садржи сам стадион, фискултурну салу, базен, медија центар од 650 м2, конференцијску салу, салу за састанке, центар за негу и антидопинг центар.
Стаде Мохаммед V се налази у самом центру Казабланке. Међународни аеродром у Казабланки, такође назван по Мохамеду V, удаљен је 25 километара од стадиона, а железничка станица Casa-Voyageurs је 5 километара од стадиона. Стадион има паркинг са капацитетом за 1.000 аутомобила.
У сезони 2006/07, стадион је поново реновиран са уградњом полувештачког травњака високог стандарда. Поново је отворен у априлу 2007.
Реформски споразум потписан је 2015. између Министарства омладине и спорта, Краљевског фудбалског савеза Марока, Градског већа Казабланке и Министарства унутрашњих послова, којим је додељен буџет од 220 милиона мароканских дирхама.
Овај износ је углавном издвојен за санацију стадиона у складу са међународним стандардима, као што су квалитет столица, траве и друге опреме осталих објеката, укључујући електронски сат, продавнице одеће, одморишта, платформу за новинаре и ходнике, као и поправке у његовом окружењу.